# Polarizovatelnost
Polarizovatelnost molekuly je deformovatelnost elektronového obalu molekuly vlivem vnějšího elektrického pole. Závisí na vzdálenosti valenčních elektronů od jádra a na delokalizaci elektronů.
Přiblížíme-li k molekule elektricky nabitou částci, dojde k posunu vazebných elektronů a z molekuly vzniká dipól – vazba se polarizuje a na vázaných atomech vznikají parciální náboje δ+ a δ−.
Jestliže se vzdálí nabitá částice, elektrony se vrací do původní pozice a polarizace tak zaniká.
Obecně platí, že vazby π jsou lépe polarizovatelné než vazby σ, a že polarizovatelnost vazby má na reaktivitu molekuly větší vliv než polarita vazeb v běžném stavu.

## Značení
- Symbol veličiny: α
- Jednotka SI: Cm2V−1

## Výpočet
Pro nepříliš silná elektrická pole platí
{\displaystyle \mathbf {p} =\alpha \mathbf {E} },
kde {\displaystyle \mathbf {E} } je intenzita elektrického pole a {\displaystyle \mathbf {p} } je dipólový moment.
Vyjadřuje se jako elektrická polarizovatelnost molekuly (jednotka C.m².V−1), nebo jako molární polarizovatelnost (jednotka m³.mol−1).